# Hjalmar Paloheimo
Hjalmar Gabriel Paloheimo, till 1906 Brander, född 17 oktober 1864 i Kangasala, död 29 juni 1919 i Loppis, var en finländsk affärsman.
Paloheimo prästvigdes 1888, men slog sig följande år ned som jordbrukare i Loppis. Genom att anlägga sågverk, tegelbruk och kvarnar i Riihimäki med omnejd lade han grunden till den koncern som bär hans namn. Han hade omfattande ekonomiska intressen även på flera andra håll i landet, bland annat i sågverk i Kajana och Raumo. Arvingarna förmådde dock inte hålla helheten samman efter hans död, det av dem 1920 grundade aktiebolaget H.G. Paloheimo Oy arbetade huvudsakligen på det lokala planet.
Paloheimo var även politiskt verksam, lantdagsman inom bondeståndet vid ståndslantdagarna 1904–1906 och representant för Finska partiet vid enkammarlantdagarna 1907 och 1908. Han var senator och chef för livsmedelsexpeditionen i Paasikivis ministär 1918. Han erhöll lantbruksråds titel 1917.
Han var bror till Alfred Paloheimo.